# Степной (Крым)
Степно́й (до 1948 года Коджанки́, ранее Ильгери́-Коджанки́; укр. Степний, крымскотат. İlgeri Qocañki, Ильгери Къоджанъки) — исчезнувший посёлок в Ленинском районе Республики Крым, располагавшийся на юге района и Керченского полуострова, в балке Коджалкинская (она же  Длинная Балка), примерно в 6 км к югу от современного села Прудниково.

## История
Первое документальное упоминание села встречается в Камеральном Описании Крыма… 1784 года, судя по которому, в последний период Крымского ханства Иглеры Кожаик входил в Орта Керченский кадылык Кефинского каймаканства. После присоединения Крыма к России (8) 19 апреля 1783 года, (8) 19 февраля 1784 года, именным указом Екатерины II сенату, на территории бывшего Крымского Ханства была образована Таврическая область и деревня была приписана к Левкопольскому, а после ликвидации в 1787 году Левкопольского — к Феодосийскому уезду Таврической области. Перед Русско-турецкой войной 1787—1791 годов производилось выселение крымских татар из прибрежных селений во внутренние районы полуострова, в ходе которого в Коджами было переселено 27 человек. В конце войны, 14 августа 1791 года всем было разрешено вернуться на место прежнего жительства. После Павловских реформ, с 1796 по 1802 год, входила в Акмечетский уезд Новороссийской губернии. По новому административному делению, после создания 8 (20) октября 1802 года Таврической губернии, Эльгеры-Коджанки был включён в состав Кадыкелечинской волости Феодосийского уезда.
По Ведомости о числе селений, названиях оных, в них дворов… состоящих в Феодосийском уезде от 14 октября 1805 года , в деревне Эльгеры-Коджанки числилось 6 дворов и 66 жителей. На военно-топографической карте генерал-майора Мухина 1817 года деревня Иллери кочанчи обозначена с 6 дворами. После реформы волостного деления 1829 года Коджалки-Эльгери, согласно «Ведомости о казённых волостях Таврической губернии 1829 года», отнесли к Чалтемирской волости (переименованной из Кадыкелечинской). На карте 1836 года в деревне 16 дворов, а на карте 1842 года Ильгеры Коджалки обозначен условным знаком «малая деревня», то есть, менее 5 дворов.
В 1860-х годах, после земской реформы Александра II, деревню приписали к Сарайминской волости. Согласно «Списку населённых мест Таврической губернии по сведениям 1864 года», составленному по результатам VIII ревизии 1864 года, Эльгеры-Коджалки — владельческая татарская деревня с 15 дворами и 30 жителями при колодцах. По обследованиям профессора А. Н. Козловского начала 1860-х годов, в селении колодцы были глубиной от 2 до 5 саженей (от 4 до 10 м), все с солёной водой. Также имелись ауты, которые высыхали в течение лета (Аут — небольшой пруд в степном Крыму, наполнявшийся дождевой и талой водой). На трёхверстовой карте Шуберта 1865—1876 года в деревне Ильгеры-коджалки обозначено 4 двора. По «Памятной книге Таврической губернии 1889 года», по результатам Х ревизии 1887 года, в деревнях Джапар-Берды, Учевли-Кенегез и Ильгери-Коджалки вместе числилось 57 дворов и 327 жителей.
После земской реформы 1890-х годов деревню передали в состав Петровской волости. По «…Памятной книжке Таврической губернии на 1892 год» в безземельной деревне Ильгери-Коджалки, не входившей ни в одно сельское общество, числилось 88 жителей, домохозяйств не имеющих. На верстовой карте Крыма 1896 года в селении обозначен 21 двор с татарским населением. По «…Памятной книжке Таврической губернии на 1902 год» в деревне Ильгеры-Коджанки, входившей в Джапар-Бердынское сельское общество, числилось 136 жителей в 20 домохозяйствах. По Статистическому справочнику Таврической губернии. Ч.II-я. Статистический очерк, выпуск пятый Феодосийский уезд, 1915 год, в деревне Ильгери-Коджанки Петровской волости Феодосийского уезда числилось 22 двора (3 двора с землёй, 19 — безземельные) с татарским населением в количестве 55 человек приписных жителей и 46 «посторонних», из которых 55 мужчин и 46 женщин. Жители владели 122 десятинами удобной земли. В хозяйствах имелось 63 лошади, 22 вола, 27 коров и 190 голов овец, свиней, или коз.
После установления в Крыму Советской власти, по постановлению Крымревкома, 25 декабря 1920 года из Феодосийского уезда был выделен Керченский (степной) уезд, а, постановлением ревкома № 206 «Об изменении административных границ» от 8 января 1921 года была упразднена волостная система и в составе Керченского уезда был создан Керченский район в который вошло село (в 1922 году уезды получили название округов. 11 октября 1923 года, согласно постановлению ВЦИК, в административное деление Крымской АССР были внесены изменения, в результате которых округа были отменены и основной административной единицей стал Керченский район в который вошло село. Согласно Списку населённых пунктов Крымской АССР по Всесоюзной переписи 17 декабря 1926 года, в селе Коджанки, Хартжибиенского сельсовета Керченского района, числилось 25 дворов, все крестьянские, население составляло 120 человек, все татары, действовала татарская школа I ступени. Постановлением ВЦИК «О реорганизации сети районов Крымской АССР» от 30 октября 1930 года (по другим сведениям 15 сентября 1931 года) Керченский район упразднили и село включили в состав Ленинского, а, с образованием в 1935 году Маяк-Салынского района (переименованного 14 декабря 1944 года в Приморский) — в состав нового района. По данным всесоюзной переписи населения 1939 года в селе проживало 150 человек. На подробной карте РККА Керченского полуострова 1941 года в селении отмечен 31 двор.
В 1944 году, после освобождения Крыма от фашистов, согласно постановлению ГКО № 5859 от 11 мая 1944 года, 18 мая крымские татары были депортированы в Среднюю Азию. 12 августа 1944 года было принято постановление № ГОКО-6372с «О переселении колхозников в районы Крыма» и в сентябре того же года в район приехали первые новоселы 204 семьи из Тамбовской области, а в начале 1950-х годов последовала вторая волна переселенцев из различных областей Украины. С 25 июня 1946 года селение в составе Крымской области РСФСР Указом Президиума Верховного Совета РСФСР от 18 мая 1948 года, Коджанки переименовали в Степную. 26 апреля 1954 года Крымская область была передана из состава РСФСР в состав УССР. Исключено из учётных данных в 1958 году (согласно справочнику «Крымская область. Административно-территориальное деление на 1 января 1968 года» — в период с 1954 по 1968 год, как посёлок Марфовского сельсовета).

### Динамика численности населения
| - 1805 год — 66 чел. - 1864 год — 30 чел. - 1889 год — 327 чел. - 1892 год — 88 чел. | - 1902 год — 136 чел. - 1915 год — 55/46 чел. - 1926 год — 120 чел. - 1939 год — 150 чел. |